# 6452 Johneuller
6452 Johneuller eller 1991 HA är en asteroid i huvudbältet som upptäcktes 17 april 1991 av den amerikanske astronomen Thomas J. Balonek vid Foggy Bottom-observatoriet. Den är uppkallad efter amerikanen John E. Euller.
Asteroiden har en diameter på ungefär 7 kilometer.